# Cyathea corcovadensis
Cyathea corcovadensis es una especie botánica de helecho arbóreo nativo de Paraguay y de la Serra do Mar en el sur de Brasil, donde crece en canopios boscosos primarios y secundarios, a  altitudes de 250-2100 m s. n. m.;  tronco erecto corto, usualmente de 3-6 dm altura. Frondas bipinnada y de 2,5 m o más de longitud. El raquis tiene colores de pardo a purpúreo y se cubre de verrugas y de escamas. Los soros están entre las fértiles pinulas, y bordes de las láminas, o justo al lado de las venas; y luego las pierden a los indusias. C. corcovadensis es una especie variable, especialmente en términos de forma de las pínulas y su grado de disección.
El específico epíteto corcovadensis hace referencia al Corcovado, el cerro de 704 m s. n. m. en Río de Janeiro.